# Pszeniec biały
Pszeniec biały (Melampyrum saxosum Baumg.) – gatunek rośliny należący do rodziny zarazowatych (Orobanchaceae). Według The Plant List takson niepewny.

## Zasięg występowania
Endemit wschodniokarpacki. Występuje w Bieszczadach Wschodnich i Zachodnich, Czarnohorze, Gorganach, Świdowcu, Górach Marmaroskich, Kelimeńskich, Rodniańskich, Czywczyńskich, Rarâu, Ceahlâu i w Karpatach Południowych. W Polsce występuje tylko na pojedynczych stanowiskach w Bieszczadach Zachodnich: Połonina Bukowska, Kińczyk Bukowski, Rozsypaniec Stiński, Kiczera Beniowska, Piniaszkowy, Opołonek, Sianki, Bukowiec.

## Morfologia
ŁodygaZazwyczaj słabo rozgałęziona, o wysokości do 30 cm i łukowato wzniesionych gałązkach.
LiścieLancetowate, zaostrzone, odstające. Przysadki mają zaokrąglone lub zwężone nasady i 1lub kilka ząbków, rzadko są całobrzegie.
KwiatyZąbki kielicha podługowate, po przekwitnieniu znacznie dłuższe od rurki. Korona mlecznobiała, warga górna silnie sklepiona i na brzegu gęsto owłosiona, warga dolna purpurowo prążkowana.

## Biologia i ekologia
Roślina jednoroczna. Rośnie na borówczyskach, polanach i brzegach lasów. Jest półpasożytem, za pomocą ssawek pobiera od innych roślin wodę i sole mineralne. Kwitnie od lipca do września, rozmnaża się wyłącznie przez nasiona.
Tworzy mieszańce z pszeńcem Herbicha (Melampyrum herbichii).

## Zagrożenia i ochrona
Gatunek umieszczony w Polskiej Czerwonej Księdze Roślin (2001) w kategorii LR (niższego ryzyka). W wydaniu z 2014 roku posiada kategorię VU (narażony). Tę samą kategorię otrzymał na polskiej czerwonej liście.
Zdecydowana większość populacji podlega ochronie w Bieszczadzkim Parku Narodowym.
Niemal cała populacja występująca w Polsce znajduje się na obszarze Bieszczadzkiego Parku Narodowego.